# IX Triennale di Milano
La IX Triennale di Milano si svolse dal 12 maggio al novembre del 1951 e fu allestita nel Palazzo dell'Arte, nel parco e nel Quartiere Sperimentale (QT8).
L'inaugurazione fu eseguita dall'onorevole Guido Gonella, ministro della Pubblica Istruzione.
Fu una esposizione internazionale delle arti decorative e industriali moderne e dell'architettura moderna.
Il tema principale era l'attualità, nel senso che ogni opera non subì selezione bensì venne scelta perché di quel periodo, senza tenere quindi presente lo stile o l'argomento trattato.

## Introduzione
L'organizzazione e l'allestimento della IX Triennale sono stati affidati a una Giunta Esecutiva formata da: architetti Franco Albini, Piero Bottoni (occupatosi della mostra del QT8) e Luciano Baldessari, pittori Adriano di Spilimbergo e Marcello Nizzoli, professore Elio Palazzo.
L'Esposizione comprende:
1. Ambienti di rappresentanza: ingresso, atrio, scalone d'onore, vestibolo del primo piano e mostra dei concorsi per il Duomo;
2. Le mostre di Architettura al Pian Terreno: Architettura a misura dell'uomo, Abitazione, Architettura del lavoro, Ospitalità, Arti grafiche e pubblicità, Architettura dello spettacolo, Mostra storica dell'architettura;
3. Le mostre al Piano Primo: Mostra della sedia italiana antica, Studi delle proporzioni, Arredamento dei mobili isolati;
4. I padiglioni stranieri: Inghilterra, Spagna, Francia, Germania, Paesi Bassi, Svezia, Danimarca.

## Piano Terra

### Architettura dello spettacolo

Pianta - Architettura dello Spettacolo

Sezione AA - Architettura dello Spettacolo

Sezione BB - Architettura dello Spettacolo

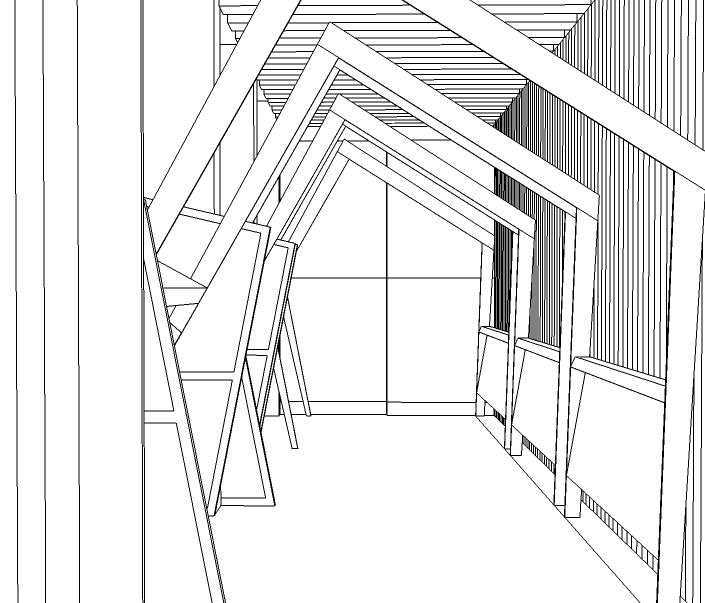
Architettura dello Spettacolo - Vista

- Ordinamento:Arch.Luigi Carlo Daneri
- Allestimento:Arch.Giulio Zappa
- Hanno collaborato alla ricerca del materiale:Prof.Hans Curjel di Zurigo, Ing.Luciano Grossi-Bianchi

Questo allestimento era dedicato all'architettura teatrale ed era composto da 5 parti esposte in 10 pannelli:
- Parte prima: comprendeva gli spettacoli realizzati all'aperto sia dell'antichità classica, sia realizzazioni contemporanee (italiane ed estere).
- Parte seconda: raccontava gli edifici teatrali coperti, con alcuni esempi antichi ed i migliori moderni dal primo dopoguerra. Erano esposti anche progetti non realizzati ma di notevole interesse (come quello di Walter Gropius).
- Parte terza: ospitava i progetti premiati nel Concorso Nazionale per la ricostruzione del Teatro Carlo Felice di Genova.
- Parte quarta: era dedicata a cinematografi tra i più notevoli per il valore costruttivo, eseguiti dopo la prima grande guerra.
- Parte quinta: presentava alcuni tra i progetti migliori per gli auditori musicali e dei radio-centri musicali, alcuni già realizzati.

### Mostra storica dell'architettura

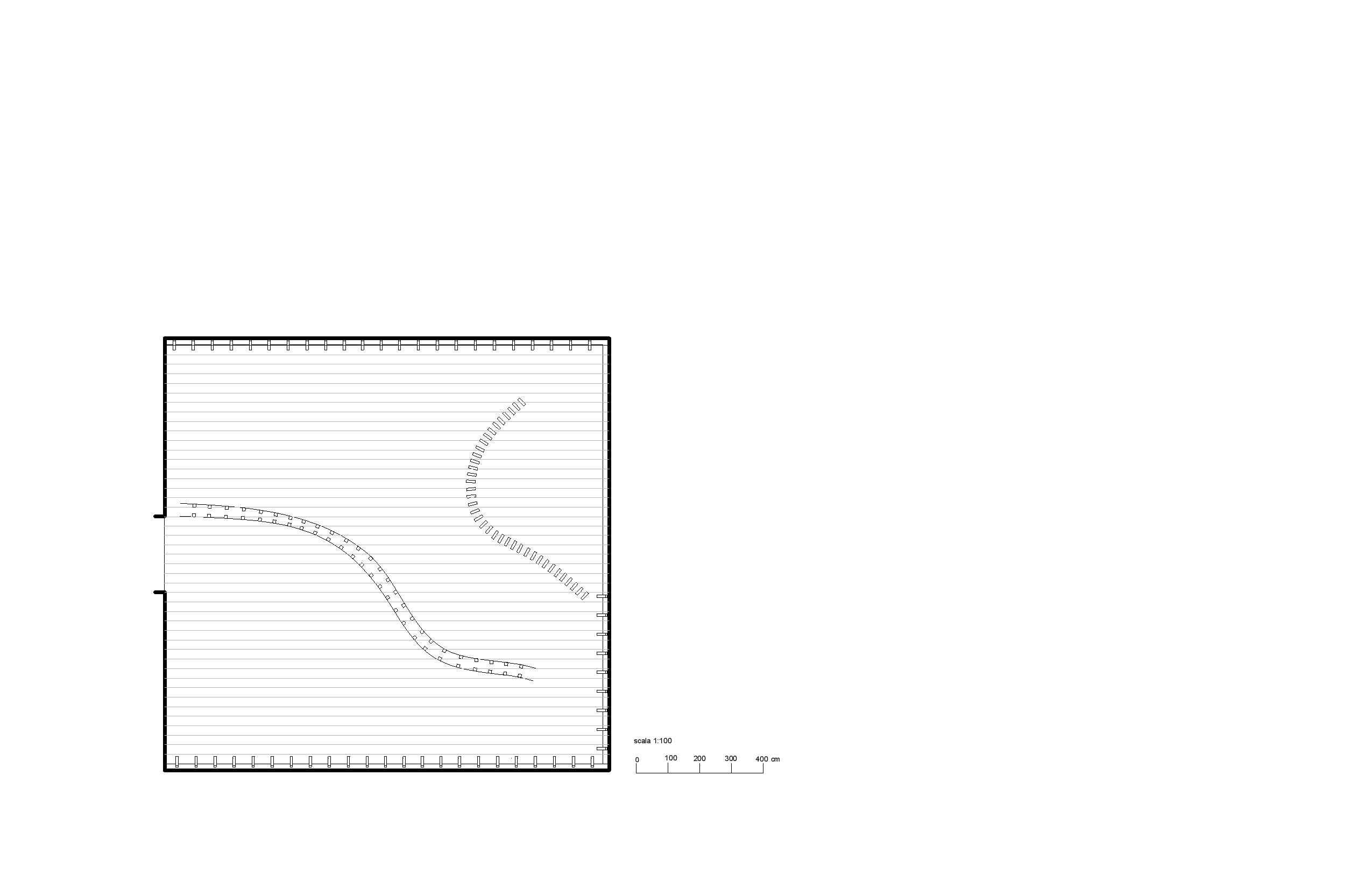
Mostra storica dell'architettura - Pianta

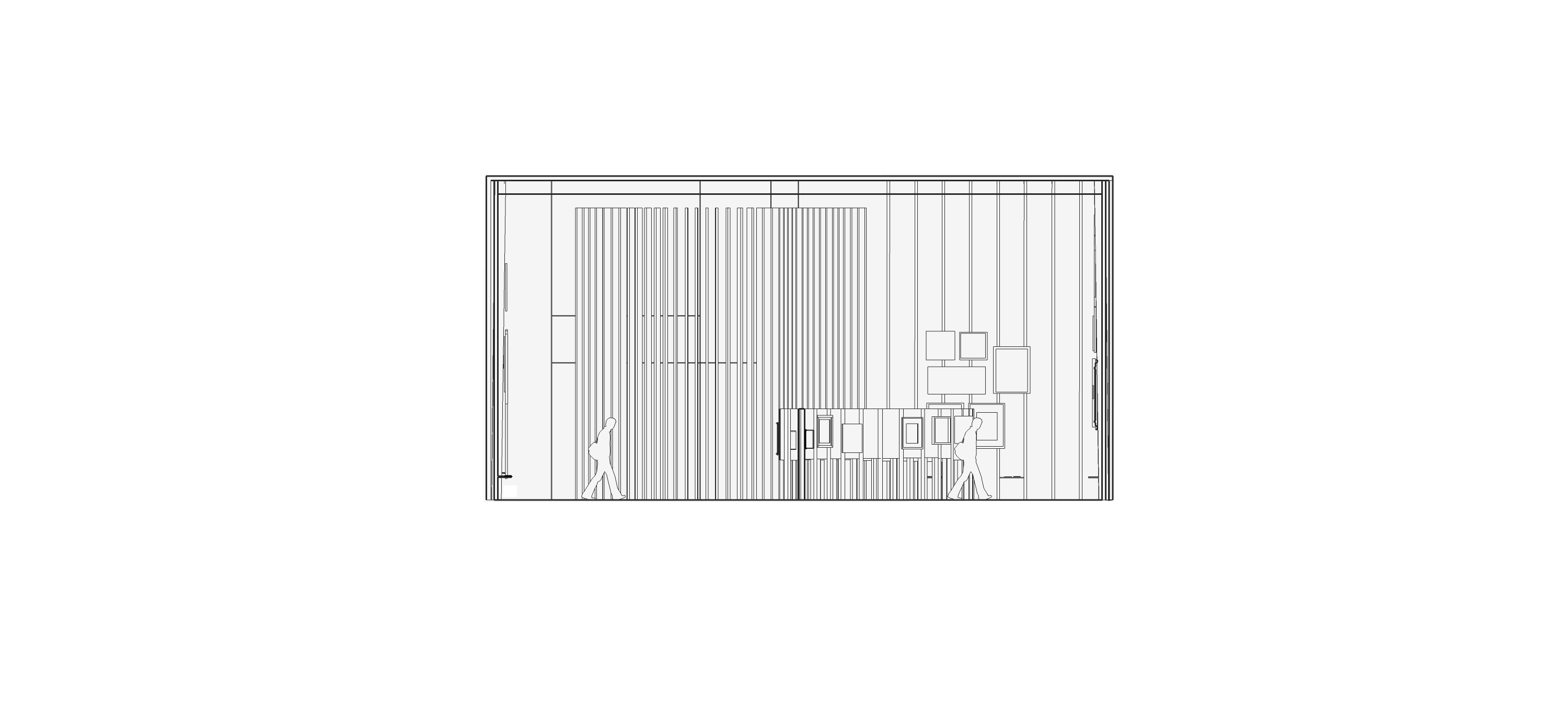
Mostra storica dell'architettura - Sezione AA

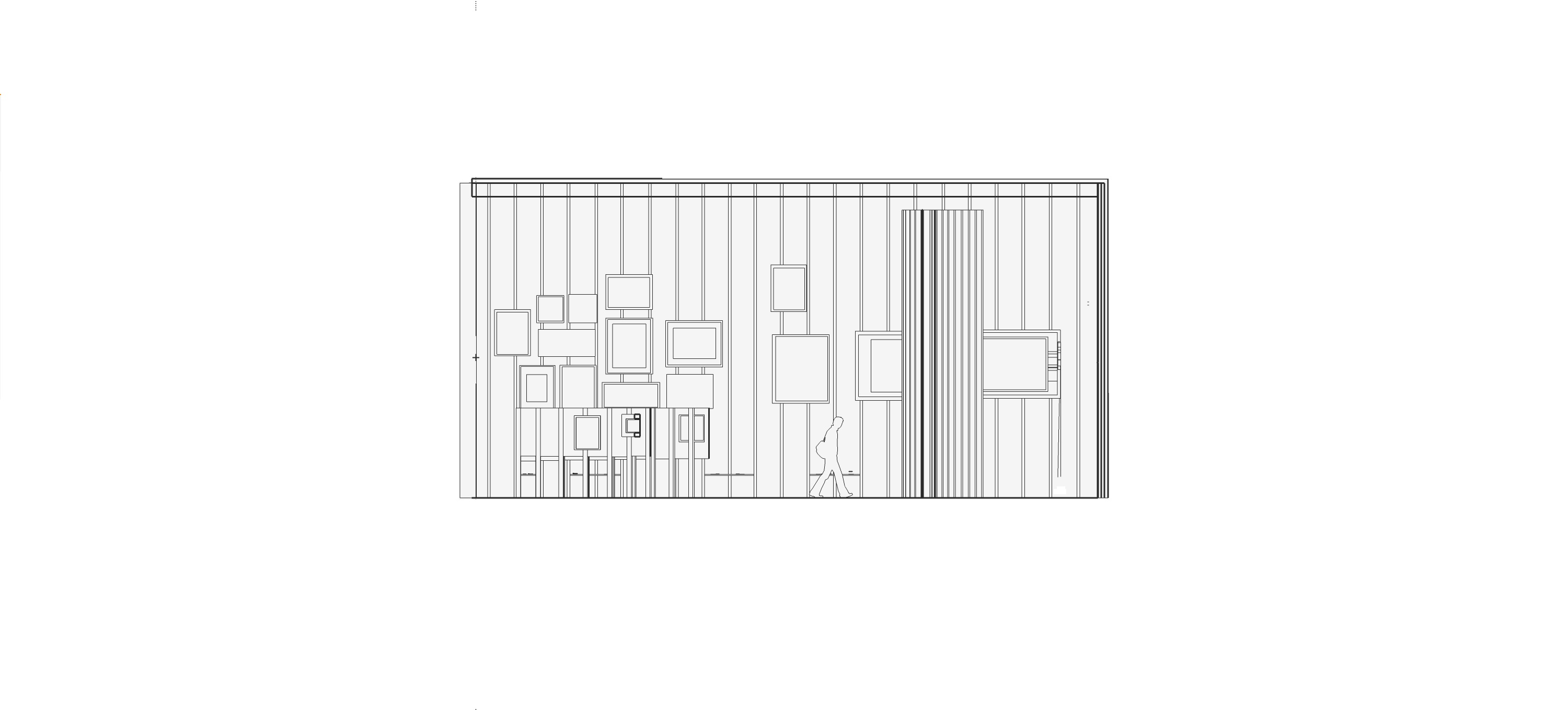
Mostra storica dell'architettura - Sezione BB

- Ordinamento: Prof. Giulio Carlo Argan, Arch. Eugenio Gentili, Arch. Mario Labò
- Allestimento: Pittore Luigi Veronesi

All'interno della mostra storica dell'architettura veniva messo in evidenza il modo in cui l'evolversi dell'architettura in questi anni fosse in stretta relazione con la storia delle correnti figurative europee, dei movimenti sociali ed economici. Fin dal principio dell'Ottocento si manifestarono nell'architettura tendenze a razionalizzare la forma, sia in senso geometrico sia in senso strutturale; mentre d'altro canto si formularono le prime proposte per un'urbanistica in senso sociale. Con la rivoluzione industriale e dunque con l'evolversi del progresso tecnico, nacquero le prime progettazioni di abitazioni economiche. La mostra dunque, consisteva in un'esposizione fotografica che raffigurava l'evolversi dell'architettura e le correnti che l'avevano influenzata. La mostra si svolse in 18 capitoli.

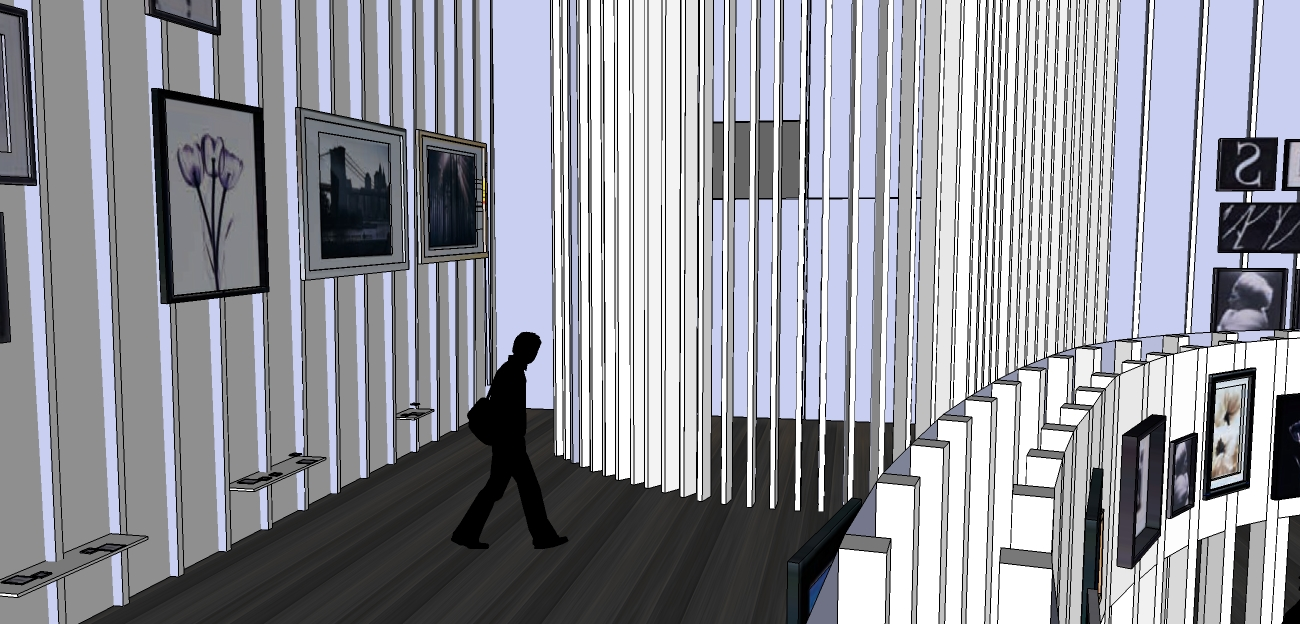
Mostra storica dell'architettura - Vista 01

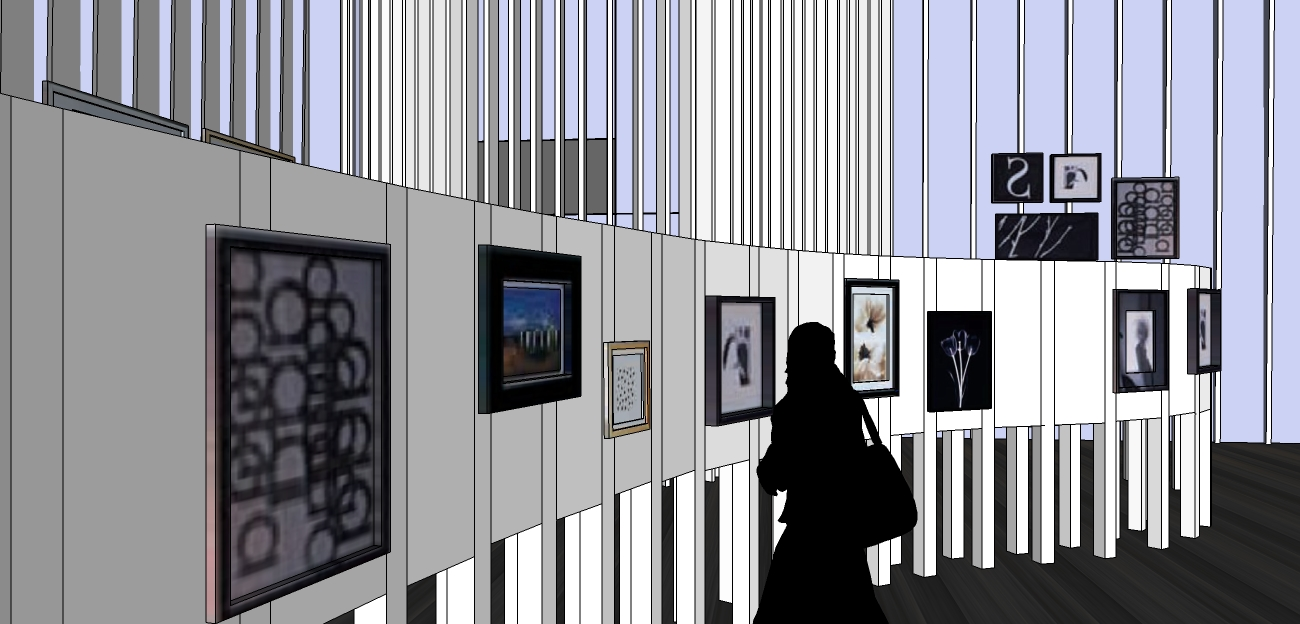
Mostra storica dell'architettura - Vista 02

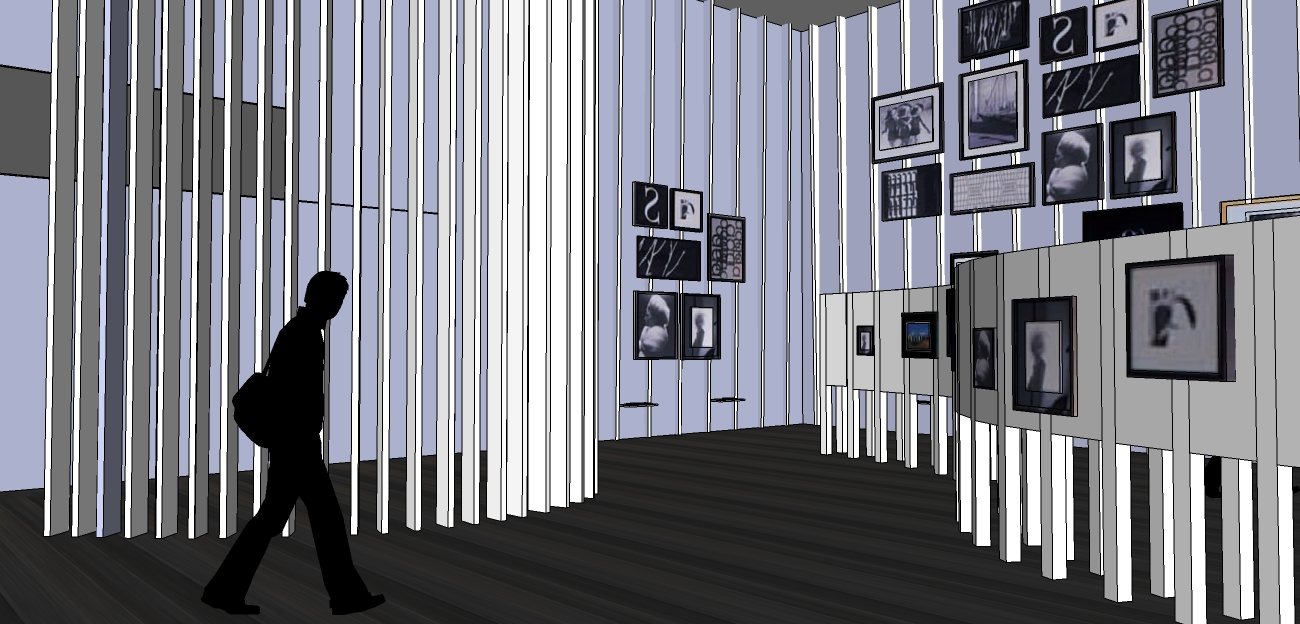
Mostra storica dell'architettura - Vista 03

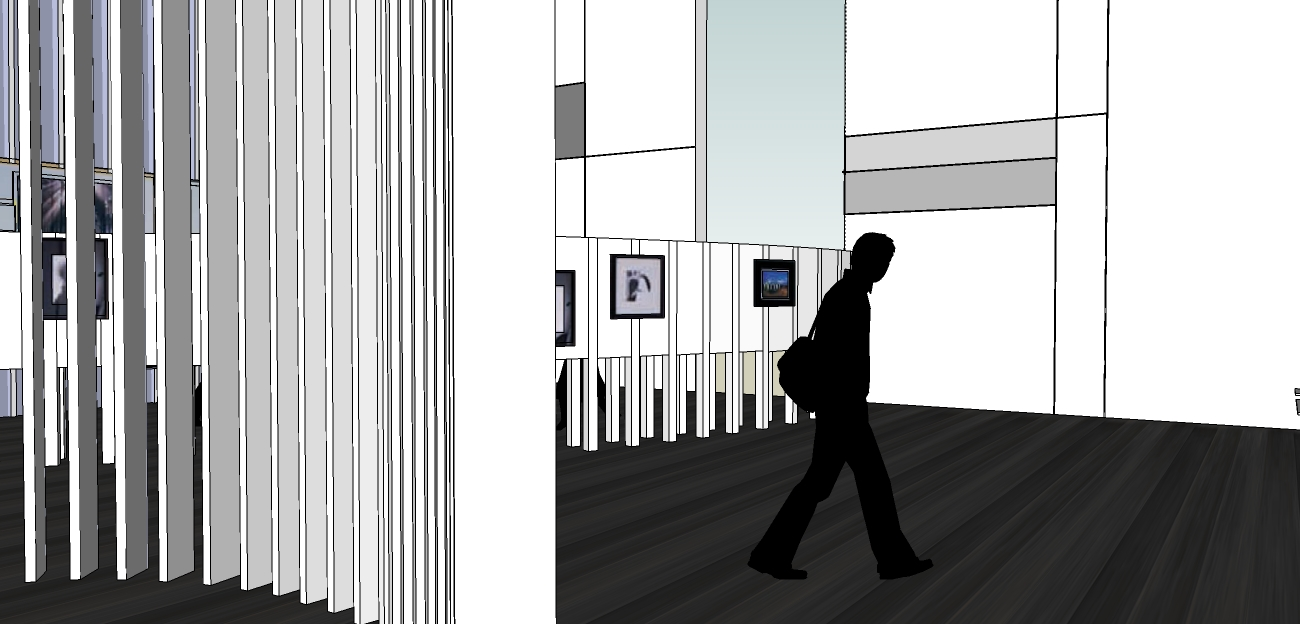
Mostra storica dell'architettura - Vista 04

## Piano Primo

### Mostra della sedia italiana antica

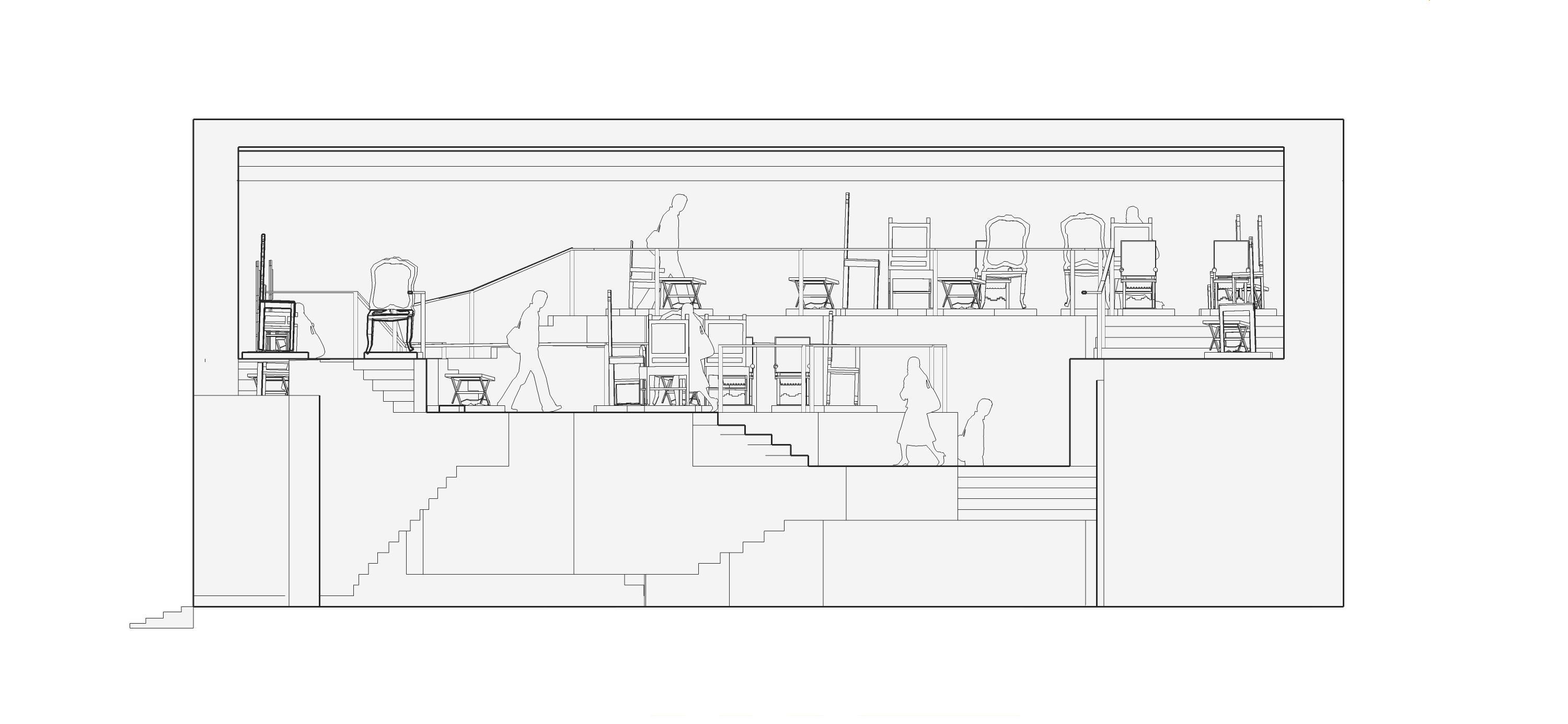
Mostra della Sedia Italiana - Sezione01

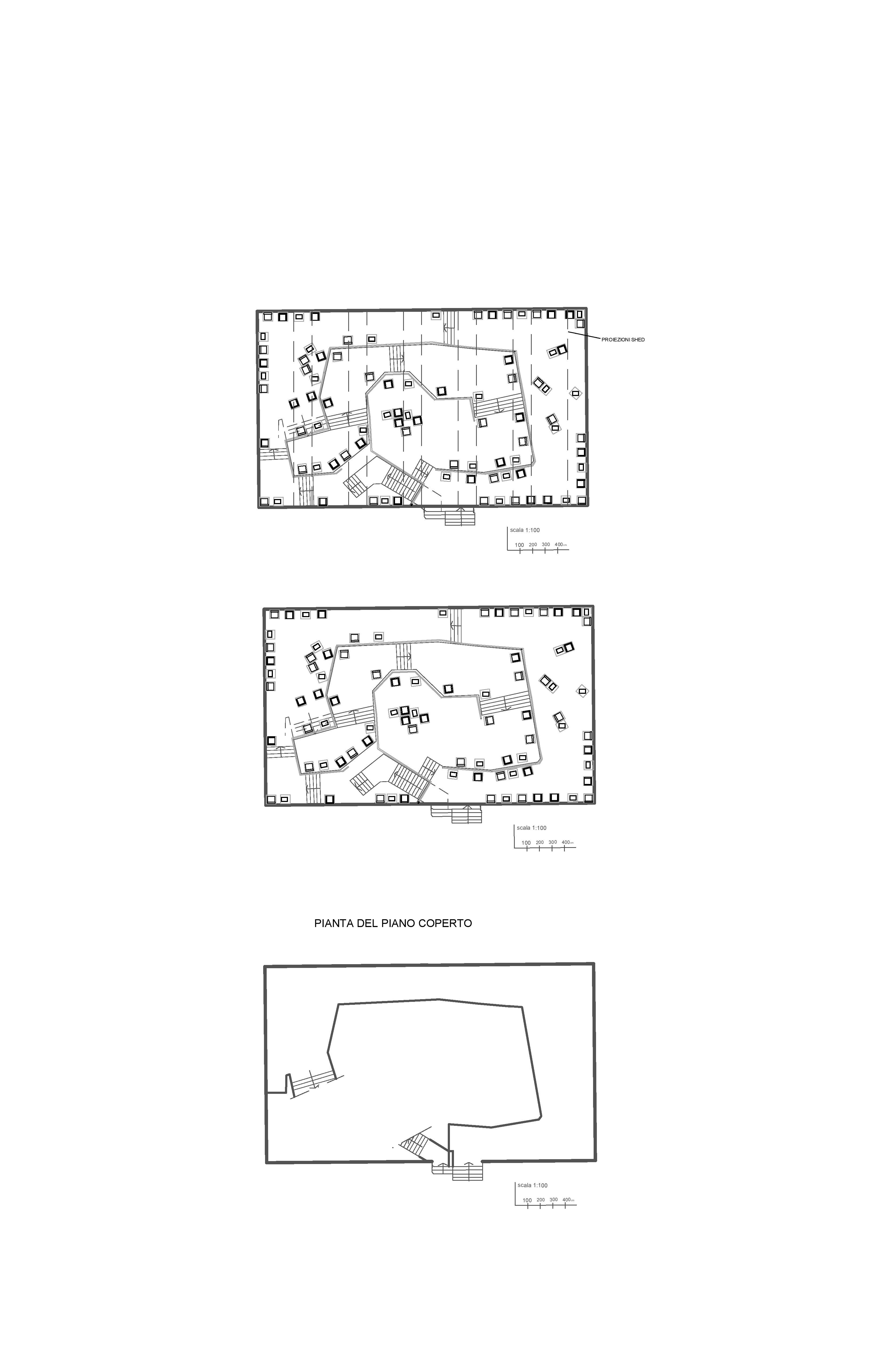
Mostra della Sedia Italiana - Pianta

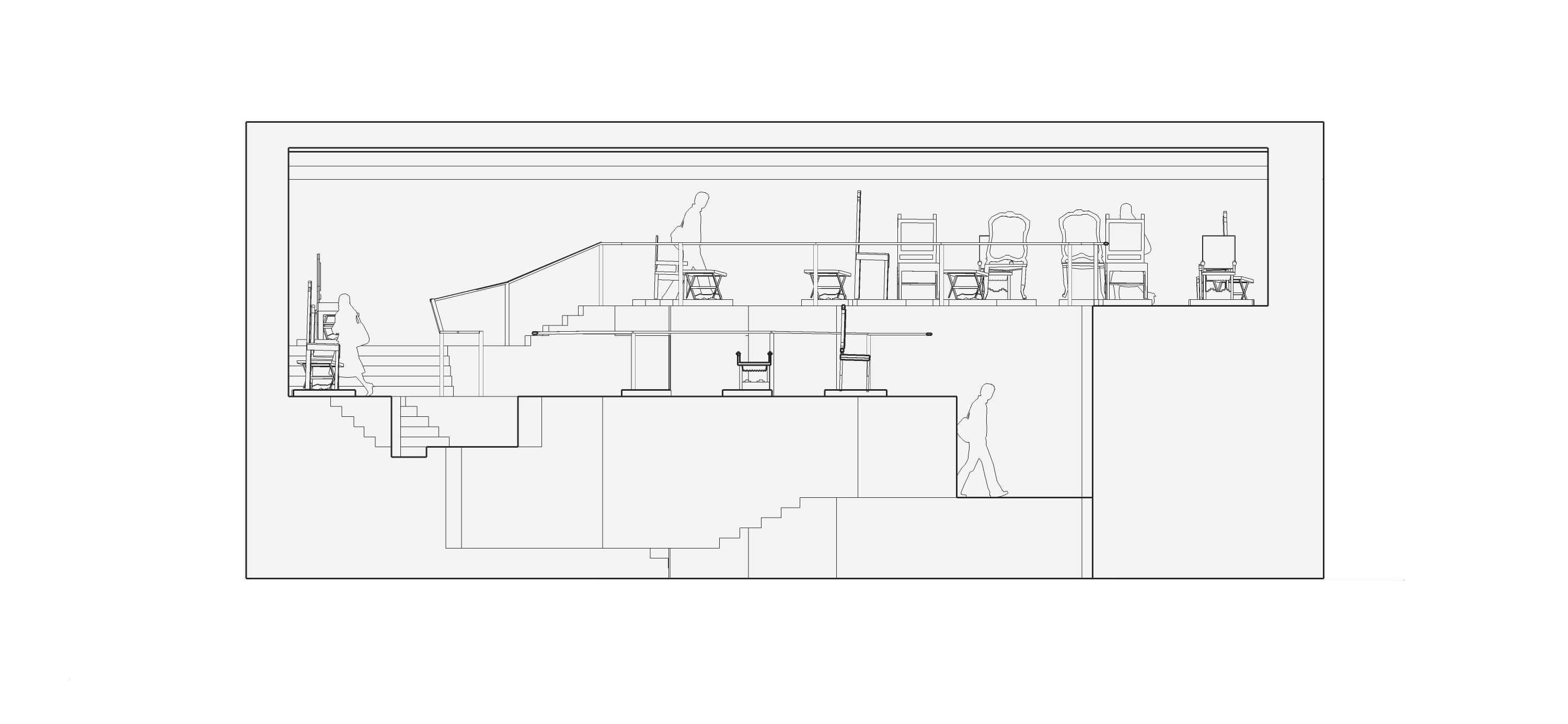
Mostra della Sedia Italiana - Sezione02

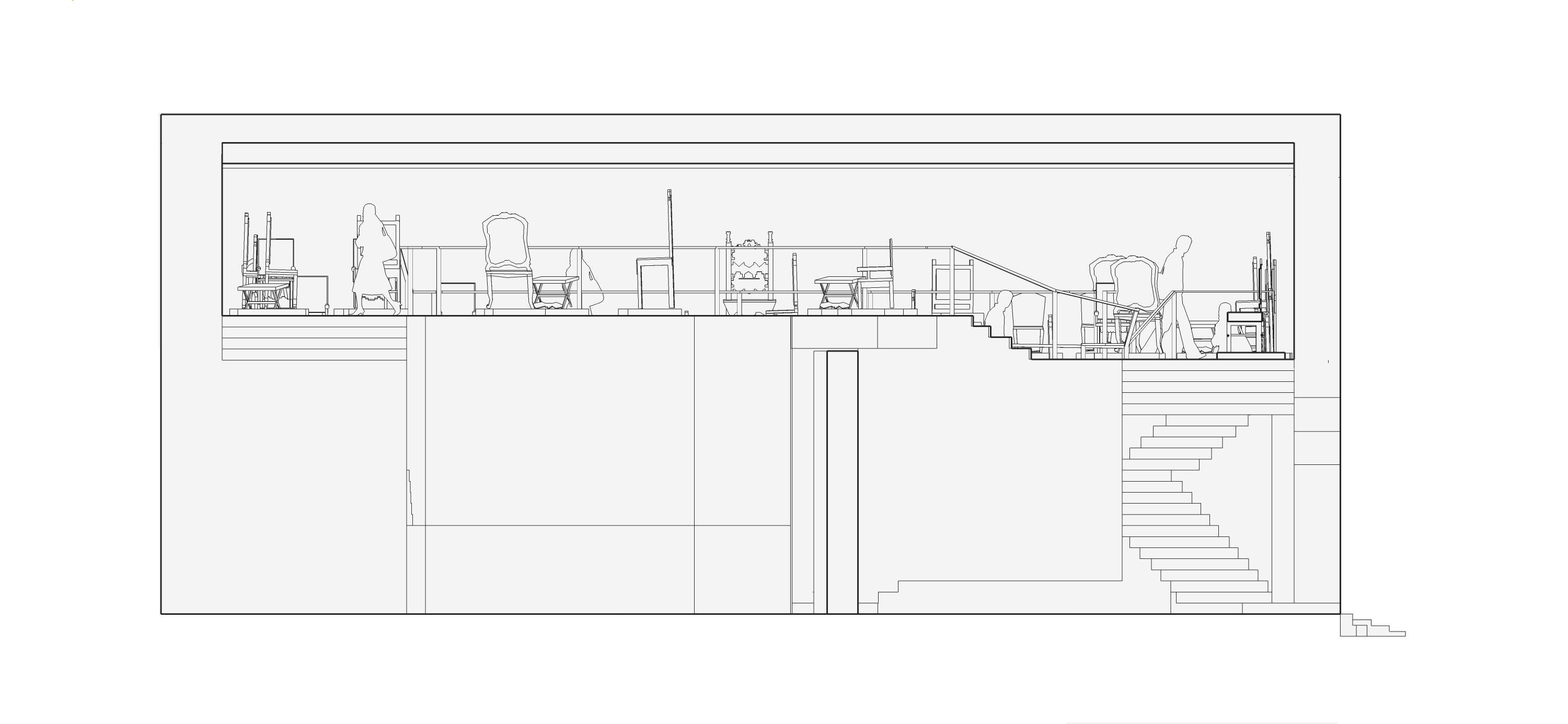
Mostra della Sedia Italiana - Sezione03

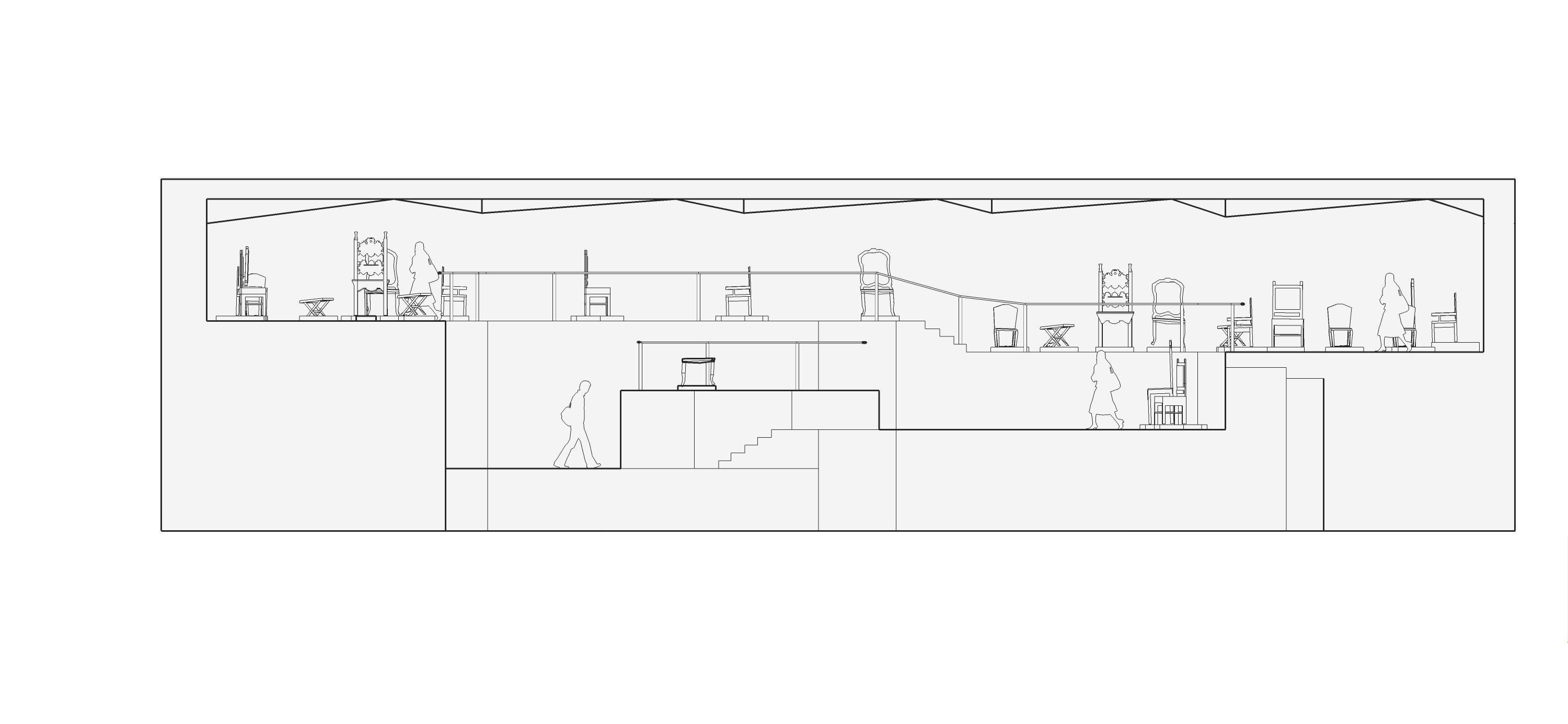
Mostra della Sedia Italiana - Sezione04

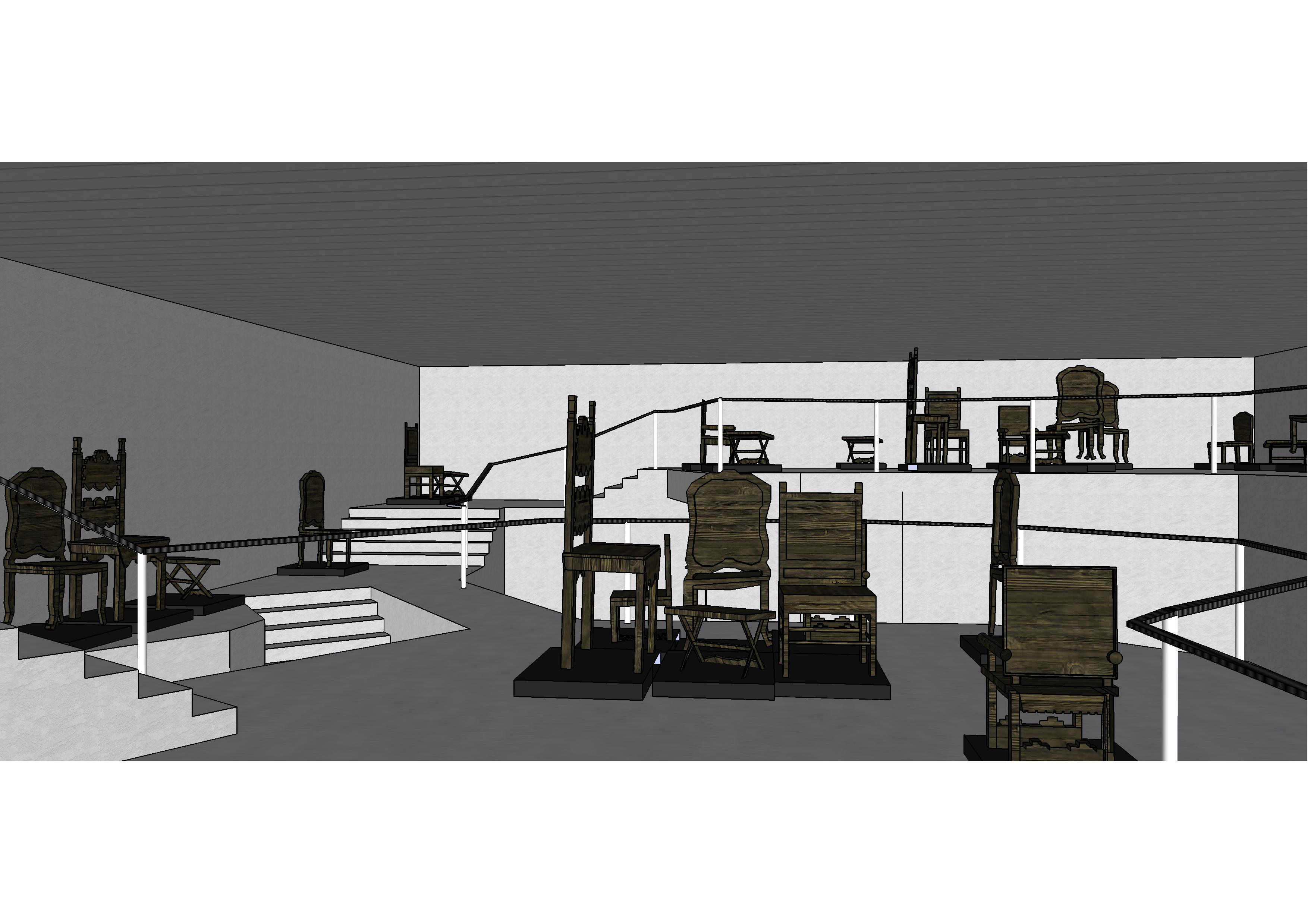
Mostra della Sedia Italiana - Vista03

- Comitato esecutivo: Prof. Luigi Angelini, Prof. Ambrogio Annoni, Prof. Nino Barbantini, Prof. Costantino Baroni, Prof. Italo Cremona, Arch. Mario Labò, Prof. Giulio Lorenzetti, Dott. Caterina Mercenario, Prof. Bruno Molaidi, Prof. Ferruccio Pasqui, Prof. Mario Praz, Prof. Carlo Lud. Ragghianti (presidente), Dott. Gilda Rosa, Prof. Paolo Toschi, Prof. Vittorio Vitale, Alfredo Righi (segretario), Dott. Licia Collobi Ragghianti.
- Giunta esecutiva: Dott. Arch. Franco Albini, Prof. Elio Palazzo
- Ordinatrice della mostra: Dott. Licia Collobi Ragghianti
- Progettista dell'allestimento: Arch. Ignazio Gardella

L'allestimento non presentava la rassegna completa di tutte le sedie italiane antiche ma soltanto gli esemplari più significativi, i quali erano l'iniziale evoluzione di quella che oggi è "LA SEDIA". Particolarmente visibile era il legame medioevale con il passato precedente, e quindi con l'antichità classica, grazie all'importante presenza di sei esemplari di epoca medioevale, nonché di una seduta romana originale. Una mostra di questo genere aveva un precedente nella Exposition du sìege francais du moyen-àge a Parigi, la quale però non può essere comparata alla mostra italiana perché quest'ultima esibiva sedie completamente differenti l'una dall'altra, appartenenti a scuole di pensiero diverse benché geograficamente vicine. Ciò che rendeva speciale l'Italia era anche quello che in passato l'aveva resa debole, ovvero la differenziazione di cultura, storia, clima e pensiero, mutevole in base alla microzona di provenienza; la stessa curatrice Collobi Ragghianti precisava nel 1951:
(Licia Collobi Ragghianti, introduzione in La sedia italiana nei secoli, Nona Triennale di Milano, Catalogo della mostra)
La mostra si concluse con il periodo di poco successivo all'Impero Napoleonico; questo limite temporale fu una decisione consapevole della commissione per evitare di oscurare la differenza regionale a fronte di un maggior numero di anni da coprire e quindi un mutamento nella qualità della mostra stessa.

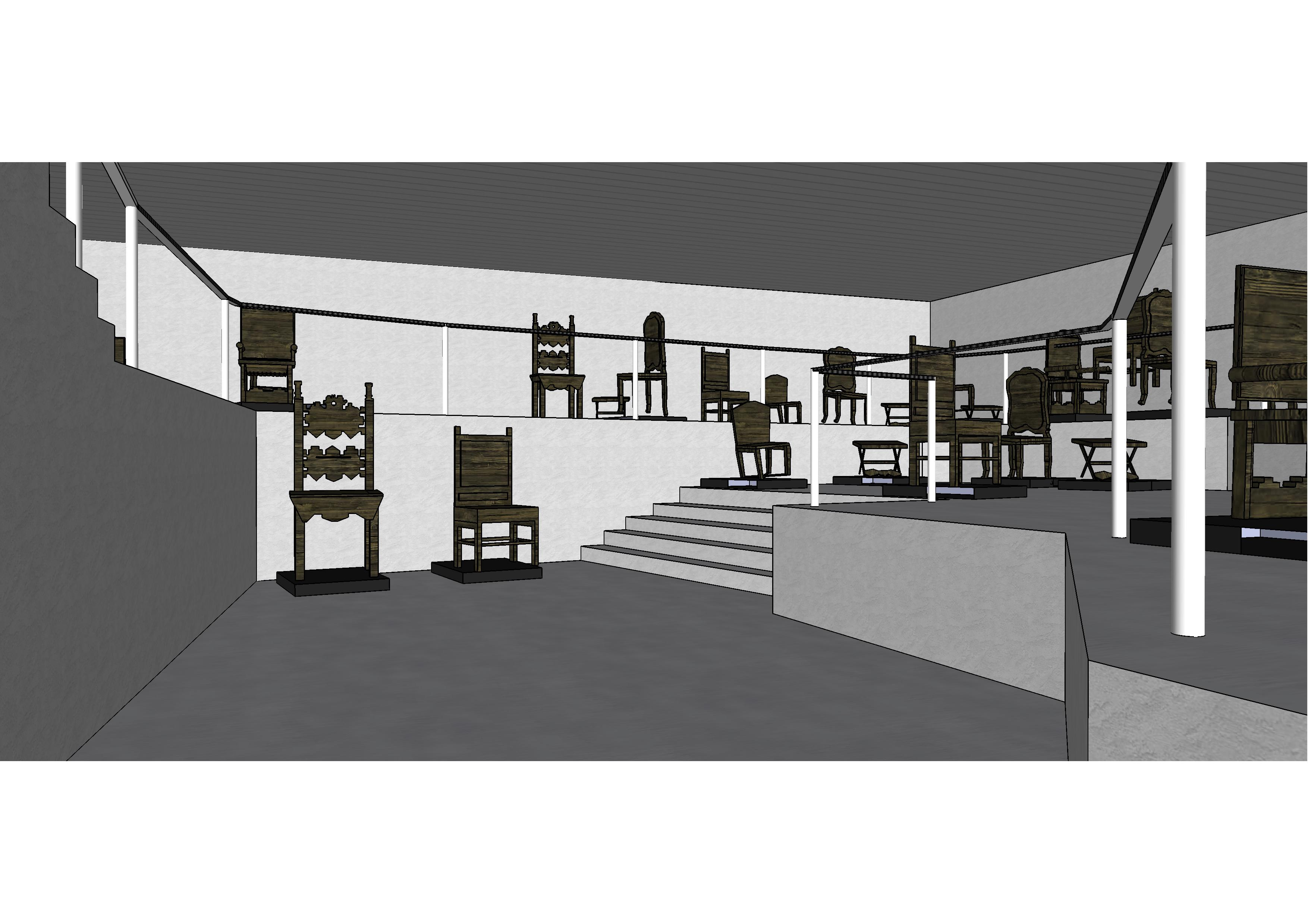
Mostra della Sedia Italiana - Vista01

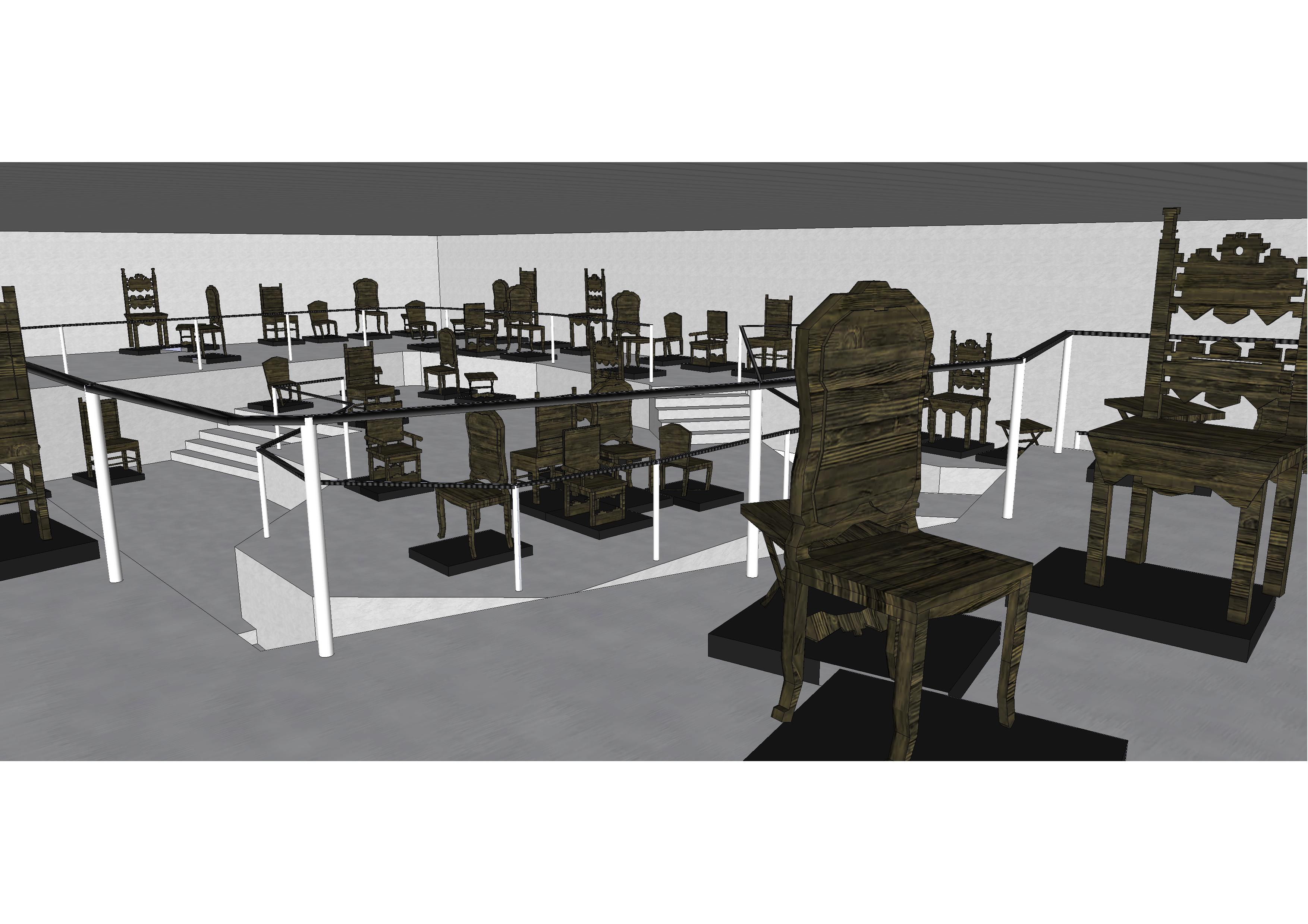
Mostra della Sedia Italiana - Vista02

### Sezione del vetro

Sezione del Vetro - Pianta e Prospetto

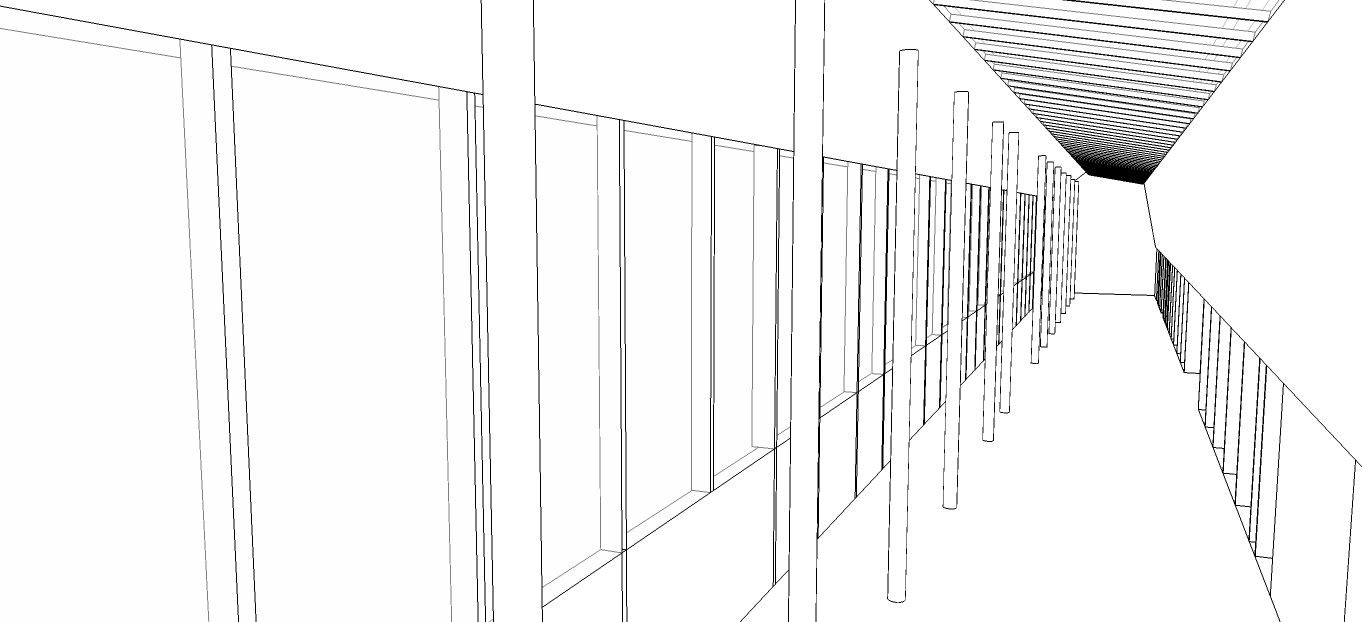
Sezione del Vetro - Vista01

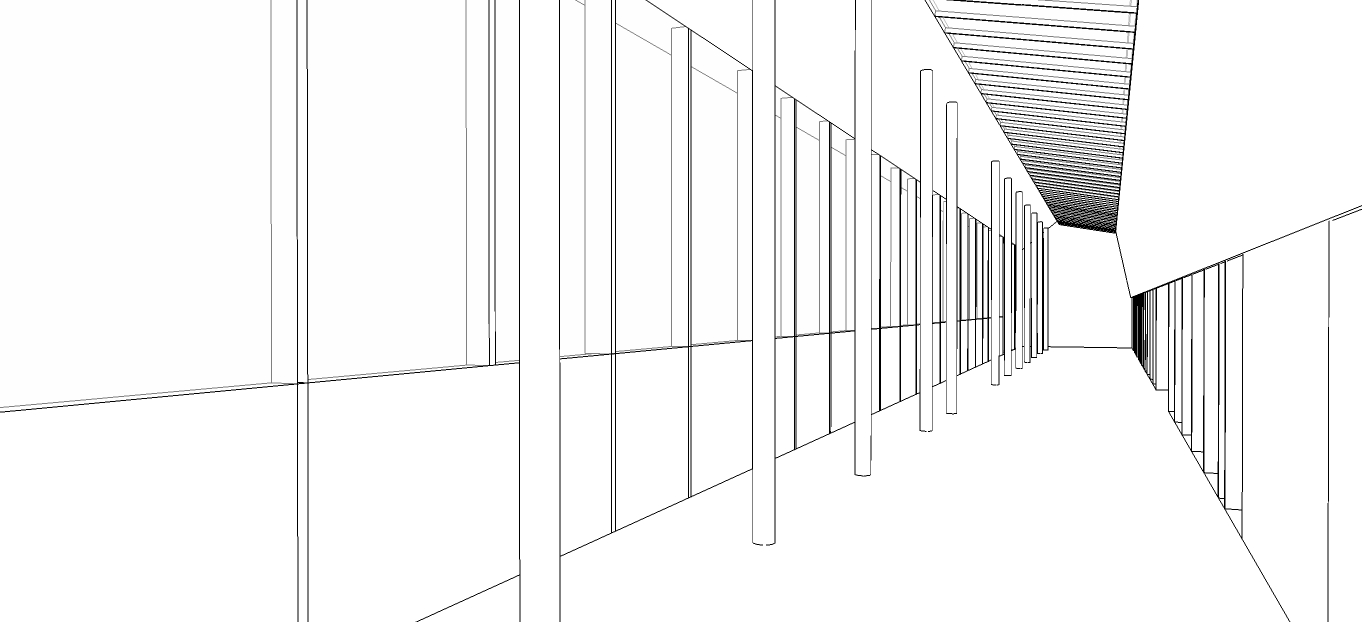
Sezione del Vetro - Vista02

- Ordinamento: Prof. Elio Palazzo, Arch. Gian Luigi Reggio
- Allestimento:Arch. Roberto Manghi

L'allestimento era posto sulla terrazza del primo piano affacciato sul parco ed era costruito come una serra. Venivano mostrati diversi esempi di materiali vetrari, come cristallo, termolux, opaline bianche, mosaico e vetro.
La parete affacciata sul parco era di cristallo trasparente e consentiva una buona visibilità dei particolari.
I ripiani delle vetrine di questa parete sono di legno "velustrato" in tinta grigia chiara  e su di erano sono posti gli oggetti che risaltavano meglio in trasparenza. L'altra parete nel senso della lunghezza era fatta di legno dipinto e presentava numerose vetrine con ripiani di cristallo posti su fondo opaco.
Per tutta la lunghezza della galleria si succedevano dei montanti cilindrici di ferro verniciati di nero ai quali erano fissati a sbalzo, per l'esposizione degli oggetti, grandi piani di opalina bianca a forma di ellissi.
Il pavimento è di mosaico di vetro color viola scuro.
Il soffitto era costituito da due strisce, quella verso la parete di legno era costituita da lastre di termolux applicate a una struttura metallica a fisarmonica onde evitare rotture dovuta alla grandine. Tale criterio fu applicato per poter realizzare un soffitto diffusore e anche per rendere le lastre stesse autoportanti. Solo con questo accorgimento fu possibile avere un soffitto luminoso che nello stesso tempo era anche tetto.
L'altra striscia era opaca di legno verniciato e appariva come una grande pensilina che attenuava la luminosità del cielo.
L'illuminazione era divisa in tre parti: quella che arrivava dall'alto e che permetteva di avere una luminosità dolce e attenuata, una luce artificiale nascosta all'interno delle vetrine di colore azzurro e i fari posti in alto sui montanti di ferro nella parte affacciata sul parco e che comprendeva i vetri e i piani a forma di ellisse.
Per la mostra, ogni espositore presentava delle produzioni particolari; furono quindi mostrati oggetti diversi e propri di ciascun produttore. I vetrai italiani, in concorrenza con quelli stranieri, seppero emergere in questo ambito e riuscirono distinguersi.
Gli oggetti presentati erano destinati a usi diversi, ma avevano in comune la ricerca di una nuova espressione, anche se a volte con un riferimento alla tradizione.
Erano presenti oggetti con funzione solo decorativa e oggetti di uso quotidiano, come servizi da tavola e bottiglie, ma anche alcuni esempi di applicazioni tecniche come vetri da laboratorio.

## Padiglioni stranieri

### Inghilterra
Prima mostra temporaneaarchitettura e urbanistica
L'Inghilterra presentava all'esposizione alcune fra le più importanti soluzioni urbanistiche del dopoguerra. La mostra comprendeva due plastici, uno sul quartiere residenziale estensivo e uno sul quartiere residenziale intensivo di Londra, e una collezione di fotografie suddivise in cinque temi principali: l'ambiente, la città, i centri cittadini, gli edifici scolastici e le zone e gli edifici industriali.
Seconda mostra temporaneaurbanistica
La mostra temporanea sull'urbanistica inglese venne presentata alla fine agosto, alla chiusura della prima mostra temporanea. Era dedicata al nuovo piano regolatore di Harlow. La mostra comprendeva i due plastici dell'esposizione precedente e un nuovo grande plastico accompagnato da sei pannelli disposti lungo le pareti brevi.
A cura dell'architetto Frederick Gibberd, era illustrato il progetto per il centro civico con grandi blocchi edilizi per abitazioni collettive con capacità variabile da 800 a 1 500 abitanti ciascuno. Una intensa concentrazione edilizia consentiva il rispetto di vaste aree verdi.
Arredamento inglese
La sezione dell'arredamento inglese era costituita da una stanza adibita a soggiorno progettata da Robin Day. Era allestita presso la sezione della Danimarca e non aveva carattere ufficiale.
Era rappresentato l'angolo della conversazione in un soggiorno, composto da un pannello di stoffa dipinta di Henry Moore, un grande scaffale-omnibus, quattro poltrone in legno compensato curvato dai larghi braccioli adibiti a tavolino. All'altro angolo era presente un tavolo rettangolare con cinque sedie nello stile delle poltroncine da soggiorno e tende di stoffa stampata disegnate da Lucienne Day.

### Spagna
- Commissario: Juan Pablo De Lojendio
- Vice Commissario: Arch. J.A. Coderch
- Rappresentante delle Belle Arti: Santiago Padròs
- Ordinamento e Allestimento: Arch. J.A. Coderch
- Collaboratore: Rafael Santos Torroella
- Incaricato per la Sezione: Don Tomas M.Llorente

La Spagna partecipò alla IX Triennale solo in modo incompleto e non rappresentativo, presentando un gruppo di opere considerate più importanti e riservandosi una più ampia partecipazione futura.
Fra queste figuravano una pittura su tavola e una scultura del XII secolo, tipiche delle regioni pirenaico-navarro-aragonese e catalana, una serie di fotografie dell'architettura spontanea di Ibiza e delle opere dell'architetto catalano Antoni Gaudí, oltre a due pitture di Juan Miró. Erano presentati inoltre molti oggetti moderni di artigianato della Castiglia, della Catalogna e delle Isole Baleari indumenti e tessuti tipici dell'arte popolare.
Era presentata infine l'eccezionale edizione delle opere del poeta spagnolo Federico García Lorca, in corso di stampa a Barcellona in quel periodo.

### Francia
- Presidente: Paul Leon
- Commissario generale: Tony Bouilhet
- Segretario generale: Sthèphane Faniel
- Comitato organizzatore: arch. Henry Prouvè

- 1ª Parte: Architettura. Allestimento generale della sezione, Charlotte Perriand
- 2ª Parte: “Formes utiles” e arredamento, Paul Marot
- 3ª Parte: Tessuti e arazzi, Annie Baumel
- 4ª Parte: “Parure”, Luc Lanel
- 5ª Parte: Arte conviviale, Bernard Gheerbrant
- 6ª Parte: Arti grafiche

La Francia partecipò, attraverso il Ministero del Commercio estero e all'Associazione d'azione artistica, alla IX Triennale il cui tema principale fu il rinnovo moderno delle opere d'arte decorative. La sezione francese era incentrata sulla relazione fondamentale tra funzionalità e armonia, i due bisogni principali, che dovevano essere presenti nell'abitazione moderna.
Questi due fattori furono integrati nella vita quotidiana grazie alla realizzazione di tipo industriale di elementi prefabbricati, progettati dai fratelli Jean Prouvè e Henry Prouvè, usati nella ricostruzione francese, capaci di dare armonia e funzionalità all'ambiente d'abitazione moderno.
Si trattava di ossature di lamiera piegata, senza elementi decorativi, che sostenevano una piattaforma, il cui compito era quello di suddividere lo spazio e rendere possibile la circolazione.
Questi elementi prefabbricati furono utilizzati anche nella realizzazione dello spazio espositivo della sezione francese presente alla mostra.
L'ambiente era composto da elementi isolati nelle quali erano ordinate le singole parti.
Le forme di tali elementi furono progettate in relazione agli spazi espositivi e gli oggetti contenuti in essi. Il ritmo degli elementi spaziali espositivi, caratterizzati dall'assenza di ornamento e dall'essenzialità delle forme, era sintetizzato dalla pittura murale di Lèger, posizionata nella sezione dedicata al Ministero della Ricostruzione e dell'Urbanistica francese, in cui erano espostete le documentazioni che provavano la sua grande attività sul territorio.
Nella sezione francese, oltre alla parte dedicata all'architettura e urbanistica erano presenti spazi in cui furono esposte arti grafiche, “Formes utiles” e arredamento, tessuti e arazzi, “Parure” e Arte conviviale.

### Germania
- Commissario: Arch. Max Wiederanders
- Rappresentante del Governo federale tedesco: Dott. Robert Poverlein
- Ordinamento:  Dott. Robert Poverlein, Arch. Max Wiederanders
- Allestimento: Arch. Max Wiederanders
- Collaboratori artistici: Janni Loghi, scenografo, Richard Roth-Dorland “Studio Nikolaus”

La Germania partecipò alla IX Triennale dopo alcuni anni di assenza, dopo l'ultima guerra.
Il governo della Germania occidentale accettò di esporre, alla triennale del 1951, la produzione industriale e artigianale più recente in uno spazio espositivo di 140 m² con una piccola galleria annessa.
Nella mostra espose gli elementi principali dell'artigianato e degli artisti della Germania occidentale: vetri, porcellane, mosaici, prodotti tessili, oreficeria e argenteria, gioielli, tappeti, libri, strumenti ottici e strumenti di precisione meccanica, fotografie.
Ebbe anche spazio nella Sezione internazionale del Disegno industriale, che illustrava l'evoluzione formale degli oggetti in serie, in cui espose molte fotografie dei suoi prodotti migliori.
La mostra riuscì grazie all'impegno dell'Unione dell'artigianato tedesco e della Cooperativa degli artigiani tedeschi e anche grazie al finanziamento del governo tedesco attraverso il Ministero dell'economia.

### Paesi Bassi
- Commissario: Arch. B. Merkelbach
- Ordinamento e Allestimento: Arch. Jan Rietveld, Arch. Aldo Van Eyck

I Paesi Bassi parteciparono alla IX Triennale con una sintetica rassegna della "Nieuwe Bouwen" (nuova architettura – spirito nuovo in architettura), insieme alla produzione artistica e industriale a cui l'architettura si ricollegava.
L'architettura nei Paesi Bassi diede il più efficace e saldo contributo allo sviluppo nel nuovo linguaggio plastico, per questa ragione le si diede maggior rilevanza rispetto alle altre arti all'interno dell'esposizione. Le opere presentate avevano l'intento di rappresentare un'idea di valore universale, pur mantenendo un gusto e uno stile spiccatamente olandesi. Il concetto alla base dell'architettura olandese era la semplicità attraverso la rivalutazione totale dei principi più elementari del disegno e delle arti in genere.
La sezione comprendeva una ricca documentazione fotografica delle "Forme Industriali" e rispettivamente dell'attività della "Goed Wonen" (buona abitazione) nel campo dell'arredamento e di quella del centro di studi "Werkschuit" (barca del lavoro) nel campo dell'educazione artistica e professionale di giovani ragazzi. Nella sala erano esposti anche cristalli e porcellane di uso comune (due vasi, alcuni posacenere, un servizio per liquori e alcune tazze) in una vetrina isolata.

### Svezia
- Presidente: Gotthard Johansson
- Architetto: Bengt Gate
- Commissario: Ake H.Huldt
- Segretario: K.H. Lindquist

L'esposizione svedese era concentrata su tre gruppi di materiali: vetro, ceramica e tessuti, anche se erano presenti piccole collezioni di oggetti in metallo e alcuni mobili.
Con lo scopo di dimostrare i grandi risultati ottenuti in Svezia grazie alla collaborazione fra artisti ed esecutori, la mostra comprendeva creazioni del tutto inedite e presentate al pubblico per la prima volta. Fra i prodotti non figuravano soltanto oggetti di utilità destinati al grande pubblico, ma anche opere uniche nel loro genere grazie all'alto livello di perfezione tecnica.
Il concetto alla base dell'esposizione svedese era la chiarezza, che si riscontrava non solo nelle forme semplici degli oggetti presentati, ma anche nella linea architettonica del padiglione stesso, progettata dall'architetto Bengt Gate. L'allestimento aveva infatti un aspetto molto pulito e geometrico, in cui si era preferito dare maggior risalto agli oggetti esposti grazie agli ampi spazi vuoti e alle linee leggere degli espositori e degli elementi strutturali. In contrapposizione era invece una morbida cascata di tessuti, che dal soffitto scendeva fino ad un tavolo circolare pronto ad accoglierne le soffici pieghe.
Partecipava alla creazione del padiglione anche un gruppo di giovani fotografi svedesi con una collezione di fotografie inedite.

### Danimarca
- Comitato organizzatore: L. Wonsild, H. Jepersen, N. Svenningsen, P. Simonsen, Arch. Ole Hagen, Soren Hansen, Poul Boetius, Arch. Erik Herlow
- Commissione esecutiva: Viggo Jensen, A. Roelsen, Arch. Viggo Sten Moeller, Arch. Esbjoern Hiort, Asger Fischer, Verner Olsen

La Danimarca partecipò alla IX Triennale esponendo nel campo dell'arredamento e delle arti applicate. Attraverso la mostra espositiva i danesi fecero conoscere gli elementi fondamentali della cultura e arte danese, basate sulla coscienza dei doveri sociali.
Grazie a questa coscienza sociale, gli architetti danesi seppero formare un'architettura più plasmabile che aiutò a creare quartieri di nuova concezione.
Gli architetti che parteciparono all'esposizione dedicata alle arti applicate, progettarono oggetti e mobili sperimentali con caratteristiche tecniche all' avanguardia.
Di notevole importanza furono alcune opere d'arte esposte provenienti dall'industria della ceramica, che seppur di grande qualità, erano indirizzate a un utente di ceto sociale medio e non a una speciale cerchia sociale. Questo aspetto socio-produttivo diede la possibilità alle classi medie di usufruire di oggetti e arredi di produzione industriale di grande qualità funzionale e tecnica.
Nella sezione danese furono esposti diversi prodotti: mobili, illuminazione, tappeti e tessuti, articoli di legno, argenteria, porcellane, ceramica e libri.

## QT8
Il QT8, acronimo che sta per Quartiere Triennale Ottava, è un quartiere sperimentale costruito, appunto, in occasione dell'VIII triennale del 1947; ma è nella nona che prende vita: vi si potevano visitare diversi tipi di case per lavoratori costruite per l'INA-Casa, 14 tipi di case prefabbricate, una casa uni-familiare presentata dal Belgio e un campo da gioco per ragazzi. Ed è proprio vicino a quest'ultimo e in mezzo ad edifici nuovi di 2, 4, 11 piani, che sorge il padiglione della Triennale.

### Padiglione triennale al QT8
Il padiglione, costruito proprio in occasione della nona triennale, serviva a due diverse funzioni: mostra permanente dei progetti, plastici, dati tecnici ecc. relativi allo sviluppo dello stesso quartiere, e come luogo di eventuale riunione dei bambini ospiti del campo di gioco vicino.
L'edificio, progettato da Piero Bottoni, si raggiunge percorrendo una viabilità di attraversamento principale del quartiere. Il padiglione ha pianta circolare con raggio di 7,5 metri ed è organizzato in un unico grande salone entro il quale è inserito un elemento semicircolare contenente la scala che porta al piano inferiore e ai servizi. Al piano seminterrato c'è invece uno spazio dedicato ai ragazzi durante la stagione fredda.
La grande soletta di copertura circolare a sbalzo, è rinforzata da una raggiera di travi incastrati in un anello che serviva per l'illuminazione dall'alto. Il lucernario era originariamente provvisto di un carrello mobile con il quale si poteva lasciare a cielo aperto la sala.

### Alloggi QT8
- Architetti: Pietro Lingeri e L. Zuccoli

L'edificio di undici piani, costruito per ospitare diversi alloggi, si innalza isolato, fra aree destinate a costruzioni basse e orientato secondo l'asse eliotermico. Si compone di alloggi di 2,3,4,5 locali più i servizi. Sul fronte ovest vi sono gli ingressi, le cucine e i servizi, mentre sul lato est tutte le camere da letto e i soggiorni.
Le due scale presenti sono isolate dal resto del corpo e contengono un ascensore di notevole grandezza e un locale destinato ai rifiuti. Copre un'area di 860 m² con un volume di 28300 m³.
Diversamente dal solito, accanto alla tradizionale esposizione nel Palazzo dell'Arte di arredi e mobili presentati nell'ambiente di una sala di esposizione o entro una cornice, si è voluto nel QT8 sperimentare una presentazione realistica di arredamenti esposti dentro a delle mura. Gli arredi furono studiati con un preciso riferimento agli alloggi per cui erano stati costruiti, sia per quanto riguarda gli spazi e le dimensioni, sia per i limiti economici.
La Triennale propose questo esperimento all'INA-Casa che quindi costruì gli arredi negli alloggi confrontandosi con il giudizio del pubblico ed esponendo alla IX Triennale di Milano. Gli scopi di queste costruzioni sono principalmente tre: mostrare alloggi economici e popolari e i loro arredi in relazione agli spazi e alle funzioni; promuovere lo sviluppo con realizzazioni pratiche, progettate da Enti Statali e Parastatali; infine incoraggiare l'artigianato italiano a realizzare arredi popolari per poi essere apprezzati dai futuri inquilini.
Una parte di questo complesso di mobili fu donato dall'INA-Casa, che pagò tutte le spese, agli inquilini degli alloggi, i quali però si impegnarono a lasciar visitare la propria abitazione al pubblico durante il periodo di svolgimento dell'esposizione.

Pianta del Padiglione al QT8
Pianta della Copertura del Padiglione al QT8
Sezione AA
Sezione BB
Prospetto dell'edificio 01
Prospetto dell'edificio 02
Pianta e Sezioni dell'Alloggio 9
Sezione dell'edificio
Pianta dell'edificio
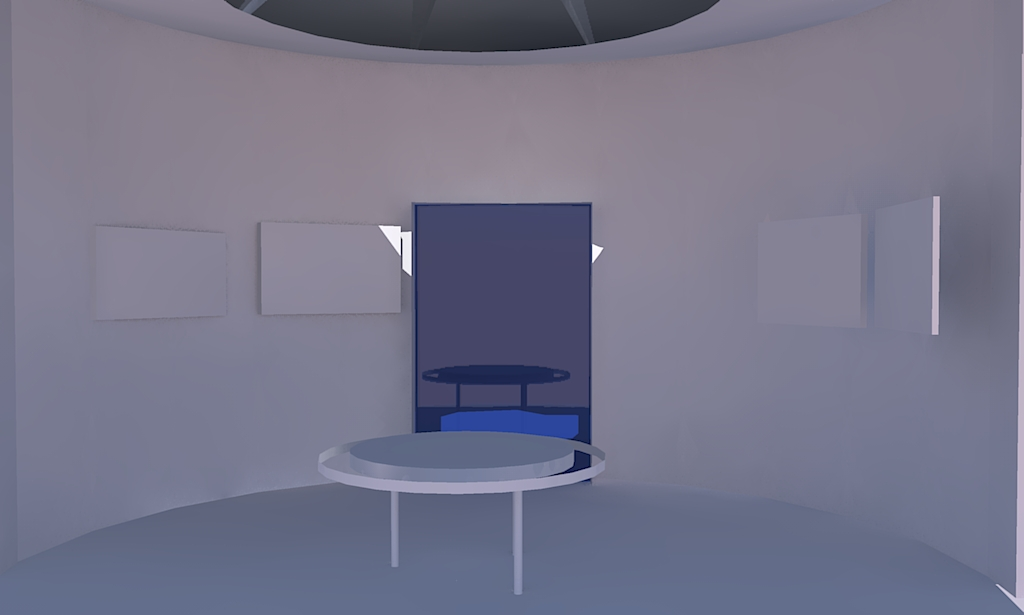
Padiglione al QT8 - Vista 01
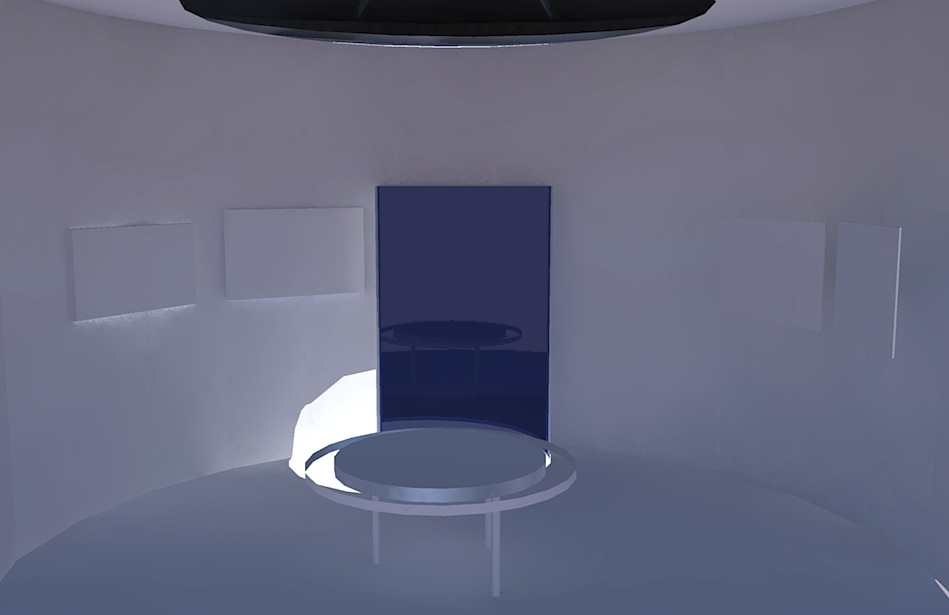
Padiglione al QT8 - Vista 02